# Eva Aariak
Eva Qamaniq Aariak a (Ilha de Baffin, 10 de janeiro de 1955) é uma política canadense de origem Inuíte, eleita nas eleições territoriais de 2008 para representar o distrito eleitoral de Iqaluit East na Assembleia Legislativa de Nunavut . Ela foi posteriormente escolhida como a segunda Premier de Nunavut, sob o sistema de governo de consenso do território, em 14 de novembro de 2008.  Aariak foi a quinta mulher a servir como premier no Canadá.
Em janeiro de 2021, Aariak foi nomeada como o novo comissário de Nunavut . 

## Antecedentes
Antes de sua eleição como parlamentar, Aariak foi a primeira Comissária de Línguas de Nunavut.  Originalmente nomeada para um mandato de quatro anos começando em 1999, seu mandato foi posteriormente estendido por mais um ano até dezembro de 2004. 
Na sua qualidade de Comissária de Línguas, foi-lhe pedido que escolhesse uma palavra da língua Inuíte para a Internet ; ela escolheu ikiaqqivik ( IPA: [ikiaqqivik] ), que significa literalmente "viajar através de camadas" e se refere ao conceito tradicional Inuit de um xamã viajando pelo tempo e espaço para encontrar respostas para questões espirituais e materiais. 
Depois de deixar o cargo de Comissária de Línguas, ela passou a ensinar Inuktitut no Centro Pirurvik em Iqaluit, e mais tarde foi proprietária e operadora da Malikkaat, uma loja de varejo em Iqaluit que vendia artes e ofícios Inuit. Mais tarde, ela foi reconduzida como comissária interina em dezembro de 2007, após a renúncia do então comissário de línguas, Johnny Kusugak. 
Ela também atuou como coordenadora do programa de publicação de livros em idioma Inuktitut do Baffin Divisional Education Council,  como presidente da Câmara Regional de Comércio de Baffin  e como presidente da Nunavut Film Development Corporation. 
Sua filha Karliin foi nomeada comissária de novas línguas de Nunavut em 2020. 

## Carreira política
Aariak foi a única mulher eleita para a Assembleia Legislativa nas eleições de 2008. Posteriormente, ela expressou sua decepção com esse fato, sugerindo que melhores serviços de creche em Nunavut podem ser necessários para ajudar as mulheres a participarem mais ativamente do processo político  e que o território deveria rever a proposta fracassada de ter um número menor de distritos eleitorais, cada um dos quais escolheria um homem e uma mulher como parlamentares. 
Duas outras mulheres, Jeannie Ugyuk e Monica Ell-Kanayuk, foram posteriormente eleitas para a legislatura em eleições parciais .
No Fórum de Liderança de Nunavut em 14 de novembro de 2008, Aariak foi escolhido como o novo premier sobre os titulares Paul Okalik e  Tagak Curley .  Ela foi a quinta mulher, depois de Rita Johnston, Nellie Cournoyea, Catherine Callbeck e Pat Duncan, a ocupar o cargo de primeiro-ministro no Canadá, e a sexta primeira-ministra no país, incluindo a ex-primeira-ministra Kim Campbell .
Em 5 de setembro de 2013, Aariak anunciou que, embora tentasse a reeleição para o novo distrito eleitoral de Iqaluit-Tasiluk na eleição de 2013, ela não estava interessada em um segundo mandato como premiê quando a nova Assembleia Legislativa assumisse o cargo.  Em 28 de outubro de 2013, Aariak não foi reeleita, perdendo por 43 votos para George Hickes . 
Ela foi nomeada membro da Ordem do Canadá em 2018. 